# Nationalstraße 213 (China)
Die Nationalstraße 213 (chinesisch 213国道, Pinyin 213 Guódào, englisch China National Highway 213), chin. Abk. G213, ist eine 2.827 km lange, in Nord-Süd-Richtung verlaufende Fernstraße in der Mitte und im Süden Chinas in den Provinzen Gansu, Sichuan und Yunnan. Sie führt von Lanzhou über Yongjing, Hezuo, Zoigê, Sungqu und Wenchuan in die Metropole Chengdu. Von dort führt sie über Jingyan, Qianwei, Suijiang, Songming, Yuxi, Mojiang, Jinghong und Mengla nach Mohan im Autonomen Bezirk Xishuangbanna, wo sie an der Grenze mit Laos in die dortige Nationalstraße 13 übergeht.